# Моксяков, Анатолий Николаевич
Анатолий Николаевич Моксяко́в (род. 19 сентября 1943, с. Старочернеево Рязанской области)— русский советский оперный певец, лирический баритон, лауреат V Всесоюзного конкурса вокалистов им. Глинки, солист Гостелерадио СССР в 1972—1982 годах. За годы работы записал в фонд радио множество опер, оперетт, вокальных циклов, романсов, песен.

## Биография
Родился в селе Старочернеево Рязанской области 19 сентября 1943 г. По первому образованию — горный инженер, в 1962 году окончил Нижнетагильский горнометаллургический техникум, затем работал в Новосибирске в тресте «Запсибзолото» в должности инженера проектно-конструкторского отдела.
По совету друзей в 1963 году поступил в Новосибирское театральное училище, где под руководством заслуженного артиста РСФСР Н. П. Платонова получил базовое вокальное образование, училище окончил с отличием. С 1965 года параллельно с обучением работал солистом в Новосибирском театре оперетты.
В 1968 году поступил сразу на второй курс Московской государственной консерватории, где учился у выдающегося певца, профессора Александра Иосифовича Батурина. В оперной студии консерватории А. Моксяков пел Евгения Онегина («Евгений Онегин» П. И. Чайковского), Фигаро («Севильский Цирюльник» Дж. Россини), Марселя («Богема» Дж. Пуччини) со знаменитыми советскими дирижёрами Д. Г. Китаенко, О. А. Димитриади, А. Н. Лазаревым и другими.
Во время учёбы в консерватории А. Моксяков стал лауреатом V Всесоюзного конкурса вокалистов им. М. И. Глинки и сделал свою первую запись для фондов радио — оперетту «Корневильские колокола» Р. Планкета (Маркиз де Корневиль). Эта запись, в числе других, была позднее издана фирмой «Мелодия» на виниле.
Окончив с отличием консерваторию, в 1972 году А. Моксяков выбрал работу в вокальной студии Гостелерадио СССР, где записал в фонд множество опер, оперетт, вокальных циклов, романсов, песен, из которых многие были изданы на грампластинках. Моксяков работал со многими коллективами и оркестрами страны, выступал на главных концертных площадках СССР, участвовал во многих телевизионных концертах. Певец сотрудничал с композиторами Д. Кабалевским, С. Баласаняном, Ю. Слоновым, Е. Жарковским, П. Аедоницким, С. Туликовым, В.Рябовым и многими другими.
Об Анатолии Моксякове отзывались как о прекрасном вокалисте с захватывающем темпераментом и интересным голосом. Артистическая карьера певца оборвалась в 1982 году из-за болезни.

## Избранные записи
- Н. А. Римский-Корсаков. «Снегурочка». Снегурочка — Валентина Соколик, Весна / Лель — Ирина Архипова, Мороз — Александр Ведерников, Берендей — Антон Григорьев, Купава — Лидия Захаренко, Мизгирь — Анатолий Моксяков, Бермята — Владимир Маторин, Бобыль — Юрий Ельников, Бобылиха — Нина Дербина, оркестр и хор Всесоюзного радио и Центрального телевидения, дирижёр — Владимир Федосеев, 1975 год.
- Имре Кальман, оперетта «Баядера» Сказочник — А. Ширвиндт, принц Раджами — А. Моксяков, Одетта — Л. Белобрагина, Мариэтта — Т. Шмыга, Наполеон — А. Миронов, Филипп — Ю. Савельев, Пимпринетти — А. Пиневич, Слуга Сабу — В. Богачёв, Дэва Линг — Ю. Якушев, Хор и Эстрадно-симфонический, оркестр Всесоюзного радио, дирижёр — Ю. Силантьев, либретто — О. Сосин.
- «Под крышами Монмартра» — советский цветной двухсерийный художественный фильм-оперетта, реж. Владимир Гориккер. В ролях: Виолетта Шевалье — Евгения Симонова (поёт Светлана Лукашова), Нинон — Валентина Смелкова (поёт Лидия Захаренко), Рауль — Александр Кайдановский (поёт Сергей Менахин), Марсель — Игорь Старыгин (поёт Анатолий Моксяков), Анри — Владимир Носик (поёт Борис Лобанов), Марселина Арно — Людмила Касаткина, Фраскатти — Владимир Басов, Франсуа — Олег Анофриев, Бруйяр — Георгий Георгиу, Париджи — Григорий Шпигель, Ренар — Александр Белявский, Сценариус — Эммануил Геллер
- Кара Караев, мюзикл «Неистовый гасконец» Музыкальная романтическая комедия (монтаж). Пьеса П.Градова по мотивам произведения Э.Ростана «Сирано де Бержерак». В ролях: Сирано де Бержерак — А.Моксяков, Роксана — Л.Белобрагина, Кристиан — Б.Лобанов (пение)/В.Винокур (текст), Рагно — Ю.Ельников, Линьер — А.Степутенко, Монфлери — А.Мартынов, Вальвер — В.Винокур, Либре и Ведущий — А.Лазарев.
- Робер Планкет, «Корневильские колокола». Монтаж оперетты. В ролях: Маркиз де Корневиль — А Моксяков, Гаспар — Е. Владимиров, Жермен — Н. Пашинская, Серполетта — Л. Белобрагина, Гренише — Л. Кузнецов, Монетта — А. Туманян, Сельский старшина — М. Пиотровский, нотариус — В. Винокур, Гертруда — Л. Сапегина, от автора — Г. Панков. ЭСО п/у А. Михайлова; хор Всесоюзного радиоп/у А. Андрусенко.

### Озвучивание
| Год  |    | Название              | Роль                     |
| ---- | -- | --------------------- | ------------------------ |
| 1975 | мф | Медной горы хозяйка   | Имя персонажа не указано |
| 1975 | ф  | Под крышами Монмартра | Имя персонажа не указано |